# 迪西圣玛格丽特
迪西圣玛格丽特（法語：Ducy-Sainte-Marguerite，法語發音：[dysi sɛ̃t maʁɡəʁit] ⓘ）是法国卡尔瓦多斯省的一个市镇，属于卡昂区。

## 地理
迪西圣玛格丽特（49°13'31"N, 0°36'41"W）面积3.61 平方千米，位于法国诺曼底大区卡爾瓦多斯省，该省份为法国西北部沿海省份，北濒大西洋英吉利海峡，东北与滨海塞纳省以海上边界相接，东临厄尔省，南至奧恩省，西与芒什省接壤。
与迪西圣玛格丽特接壤的市镇（或旧市镇、城区）包括：欧德里约、卡尔卡尼、瑟勒河畔孔代、卢塞勒、诺南、舒安。
迪西圣玛格丽特的时区为UTC+01:00、UTC+02:00（夏令时）。

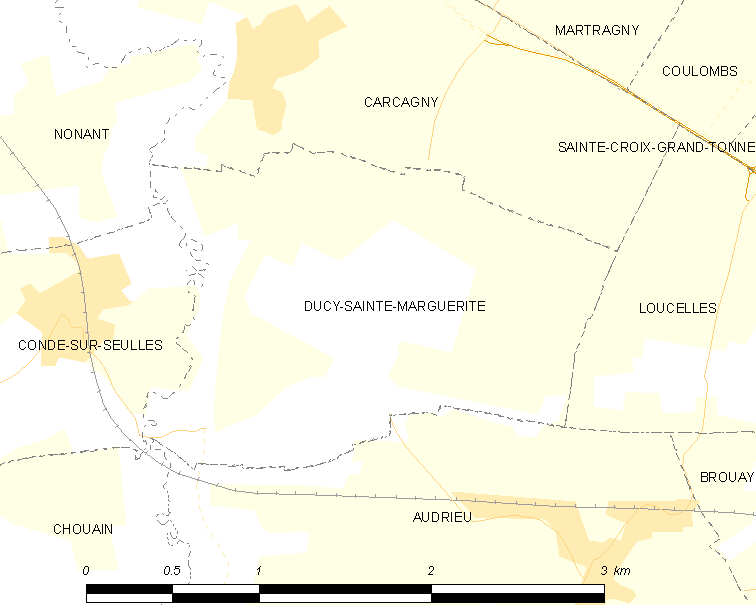
迪西圣玛格丽特的OSM定位图

## 行政
迪西圣玛格丽特的邮政编码为14250，INSEE市镇编码为14232。

## 政治
迪西圣玛格丽特所属的省级选区为蒂和米县。

## 人口

1962-2008年间迪西圣玛格丽特人口变化图示

迪西圣玛格丽特于2022年1月1日时的人口数量为178人。